# D4公主
《D4公主》（日語：D4プリンセス）、原田將太郎在雜誌「月刊Comic電擊大王」上連載的日本漫畫作品，為他的首套商業作；改編自漫畫的半原創電視動畫，是最後一套於WOWOW動畫時段「ANIME COMPLEX」內播出的賽璐璐作品。動畫由童夢製作，時長約12分鐘，共24集，於1999年开始播放。無線電視翡翠台在2002年首次播出，於2003年重播。

## 簡介
螺旋联邦王国，世世代代的皇室都會對公主進行叫作「审判之日」的儀式。在該儀式合格的公主將會正式成為帝室的繼承者，接受成為帝王必需的教育。瑠璃堂 杜利絲身為王国第三個公主，理所當然是審判之日的其中一個接受者。為了準備儀式，公主都會到他鄉修行。
於是，她在管家結城英雄陪同下，到自治都市東方帝都生活，並就讀於其中的「東方帝都學園」。在學園內結識了不少新朋友，和遇見作為主教練的二姐。同時，她在帝都鬧市看見了兒時玩伴旋風院 絲琵娜混在不良堆中，從其口中得知失蹤的大姐瑠璃堂 杜利娜正在帝都裏⋯⋯

## 登場人物

### 螺旋联邦皇国
瑠璃堂杜利絲
配音：倉田雅世（日）；曾秀清（港）
13歲的螺旋联邦皇国第三皇女，生日為8月15日，身高140米，擅长迅速入睡，於故事开始时前往東方帝都留學。
攻擊者狀態名稱：D＝Princess，外貌與五十嵐瑠璃子甚為相似。
瑠璃堂杜利亞
配音：井上喜久子（日）；盧素娟（港）
螺旋联邦皇国第二皇女，21歲。為杜利絲在帝都的教練。
攻擊者狀態名稱：D＝Queen
瑠璃堂杜利娜
螺旋联邦皇国第一皇女，26歲，浪人。
攻擊者狀態名稱：D＝Angel
旋風院絲琵娜
18歲，5月18日生日，身高163米，是杜利絲的兒時玩伴，有貴族血統。於13歲時離開皇国。只於漫畫登場。
攻擊者狀態名稱：D＝Blackstar
結成英雄
36歲，是被皇室派到杜利絲身邊的自由特派員和杜利絲的监护人，有不為人知的一面。只於漫畫登場。

### 東方帝都學園
天野彩子
杜利絲留學時的同學兼好友。只於漫畫登場。
攻擊者狀態名稱：C=Symphony
銀乃翼
配音：川菜翠（日）；陸惠玲（港）
杜利絲留學時的同學兼好友，喜歡妄想。
愛野望
配音：淺田葉子（日）；鄭麗麗（港）
杜利絲留學時的同學兼好友。
攻擊者狀態名稱：B=Spirit
我王烈
配音：小西宽子（日）；沈小蘭（港）
杜利絲眼中的勁敵，與妹妹一起生活。動畫原創角色。於第二十二集與杜利絲一起在工地意外現場救援，然而不幸被大鐵柱壓死。
攻擊者狀態名稱：B=Drill
光井明
配音：柚木涼香（日）；劉惠雲（港）
杜利絲的比賽對手之一，動畫原創角色。
攻擊者狀態名稱：L=Angel
高枝夏沙美
配音：黑崎彩子（日）；林元春（港）
杜利絲最初的比賽對手，為動畫原創角色。
攻擊者狀態名稱：「進攻勝利者」（L=Beetle）
星兒
配音：麻績村真由子（日）；林元春（港）
杜利絲的變身道具兼玩偶。

### 其他
我王樹
配音：小西宽子（日）；林元春（港）
烈的妺妺，動畫原創角色。在烈去世後向杜利絲分享烈如何籍著向杜利絲相處、從而令她走出「殺戮小姐」的決鬥事故陰形。

## 電視動畫
日本－「D4公主」（D4プリンセス）
- 播放電視台：WOWOW
- 播放日期：1999年4月6日－9月28日
- 播放時間：星期五晚上7時15分－7時30分（「ANIME COMPLEX 2」時段內）
- 播放集數：24集
- 接檔節目：《鋼鐵天使胡桃》 第一輯

香港－「新牌公主」（D4プリンセス，D4 Princess）
- 播放電視台：無線電視翡翠台
- 播放日期：2002年11月10日－12月7日
- 播放集數：24集
- 備註：3集連播

### 節目變遷
| 香港 無綫電視翡翠台 星期一至五 09:55-10:10節目 | 香港 無綫電視翡翠台 星期一至五 09:55-10:10節目 | 香港 無綫電視翡翠台 星期一至五 09:55-10:10節目 |
| ---------------------------------------------- | ---------------------------------------------- | ---------------------------------------------- |
|                                                | 新牌公主 重播 （2003年2月28日—2003年4月7日）   |                                                |
| 八爪小英雄                                     | 幪面貓俠                                       |                                                |

### 各集標題
| 集數 | 標題（日文原文） | 標題（中文翻譯）                   | 劇本              | 演出       | 作畫監督          | 播放日期（日本） |
| ---- | ---------------- | ---------------------------------- | ----------------- | ---------- | ----------------- | ---------------- |
| 1    |                  | 瑠璃堂杜莉絲出場！                 | 八谷賢一          | 八谷賢一   | 岩田幸大          | 1999年4月6日     |
| 2    |                  | 華麗嘅變身！我真係得咩？           | 八谷賢一          | 八谷賢一   | 阿部邦博          | 1999年4月13日    |
| 3    |                  | 破碎咗嘅自信，唔好喊呀！           | 八谷賢一          | 八谷賢一   | 菅沼榮治          | 1999年4月20日    |
| 4    |                  | 一早搞到人地咁攰，姐姐你太過份啦！ | 瀧川和男          | 瀧川和男   | 渡邊義弘          | 1999年4月27日    |
| 5    |                  | 試味？有無人可以救下我呀？         | 河原祐二          | 河原祐二   | 阿部邦博          | 1999年5月4日     |
| 6    |                  | 救我嘅英雄，犬次郎                 | 八谷賢一          | 八谷賢一   | 岩田幸大          | 1999年5月11日    |
| 7    |                  | 瑠璃堂杜利絲的一天                 | 舛成孝二          | 日色如夏   | 柳澤哲也          | 1999年5月18日    |
| 8    |                  | 中央比武場嘅怪獸 係邊個呢？        | 瀧川和男          | 瀧川和男   | 渡邊義弘          | 1999年5月25日    |
| 9    |                  | 第一次戰鬥，好緊張呀！             | 八谷賢一          | 八谷賢一   | 加野晃            | 1999年6月1日     |
| 10   |                  | 歪曲嘅一天 大家好可怕呀！          | 立花源十郎        | 立花源十郎 | 吉田潤            | 1999年6月8日     |
| 11   |                  | 比賽已經好攰，我係唔會輸嘅         | 井出安軌 岡尾貴洋 | 岡尾貴洋   | 岡村正弘 越智信次 | 1999年6月15日    |
| 12   |                  | 重賽，睇下我訓練嘅成果啦！         | 八谷賢一          | 菅沼榮治   | 菅沼榮治          | 1999年6月22日    |
| 13   |                  | 新嘅特訓？！今次又係乜嘢呀...      | 八谷賢一          | 八谷賢一   | 岩田幸大          | 1999年6月29日    |
| 14   |                  | 狂風轉起，第二個係控制風嘅對手     | 日色如夏          | 日色如夏   | 藤井牧            | 1999年7月6日     |
| 15   |                  | 龍捲地獄！嚇人嘅龍捲摩打           | 瀧川和男          | 瀧川和男   | 越智信次 岡村正弘 | 1999年7月13日    |
| 16   |                  | 唔可以停止嘅決心                   | 八谷賢一          | 八谷賢一   | 齋藤哲人          | 1999年7月27日    |
| 17   |                  | 杜利亞姐姐嘅堅持，另一個我         | 八谷賢一          | 八谷賢一   | 吉田潤            | 1999年8月3日     |
| 18   |                  | 輕率嘅決鬥可能會付出血嘅代價       | 西本由紀夫        | 西本由紀夫 | 渡部圭祐          | 1999年8月17日    |
| 19   |                  | 電鑽嘅對抗就喺嗰一度               | 菅沼榮治          | 菅沼榮治   | 菅沼榮治          | 1999年8月24日    |
| 20   |                  | 小心碰撞！玻璃一樣嘅公主心         | 八谷賢一          | 八谷賢一   | 岩田幸大 河野悅隆 | 1999年8月31日    |
| 21   |                  | 公主離家出走呀                     | 日色如夏          | 日色如夏   | 藤井牧            | 1999年9月7日     |
| 22   |                  | 漸漸暗淡嘅紅色，同被治癒嘅赤色     | 八谷賢一          | 八谷賢一   | 吉田潤            | 1999年9月14日    |
| 23   |                  | 照唔到嘅內心，射唔到嘅陽光         | 菅沼榮治          | 菅沼榮治   | 菅沼榮治          | 1999年9月21日    |
| 24   |                  | 因為我係一個公主                   | 八谷賢一          | 八谷賢一   | 齋藤哲人          | 1999年9月28日    |

### 製作人員
- 原作：原田將太郎
- 導演·系列構成·劇本：井出安軌
- 人物設計：越智信次
- 機械設計：渡邊義弘
- 美術監督：黑田淳一
- 攝影監督：安津細隆
- 編輯：船見康惠[4]
- 音響監督：松岡裕記
- 音樂：川井憲次
- 動畫制作人：安西武
- 動畫製作：童夢
- 製作：波麗佳音

### 主題曲
片頭曲「Theme of D4」（D4的主題曲）
作曲：川井憲次
片尾曲（轉動鑽頭）
作詞：川菜翠，作曲、編曲：名古屋司，主唱：川菜翠&麻績村真由子

## 電台節目
電台節目於1999年在文化放送播放，主持是川菜翠和麻績村真由子。節目的主題曲為（作詞．作曲：川菜翠／編曲：名古屋司／主唱：川菜翠、麻績村真由子，收錄於ED專輯「」內。）
節目的迷你專輯於同年7月16日發售，收錄了動畫ED和節目主題曲的重新混音版本。

## 出版刊物

### 原著漫畫
| 日文版 | 中文版                | MediaWorks | MediaWorks             | 台灣東販      | 台灣東販               |
| 日文版 | 中文版                | 發售日期   | ISBN                   | 發售日期      | ISBN                   |
| ------ | --------------------- | ---------- | ---------------------- | ------------- | ---------------------- |
|        | 螺旋公主朵莉丝 Vol 01 | 1998年1月  | ISBN 978-4-84-020791-1 | 2001年2月1日  | ISBN 978-957-473-077-3 |
|        | 螺旋公主朵莉丝 Vol 02 | 1999年3月  | ISBN 978-4-84-021149-9 | 2001年2月1日  | ISBN 978-957-473-141-1 |
|        | 螺旋公主朵莉丝 Vol 03 | 2000年1月  | ISBN 978-4-84-021459-9 | 2001年5月15日 | ISBN 978-957-473-151-0 |
|        | 螺旋公主朵莉丝 Vol 04 | 2000年12月 | ISBN 978-4-84-021732-3 | 2001年5月31日 | ISBN 978-957-473-184-8 |

### 改編漫畫
- 新井龍司（日语：あらいりゅうじ）（原作／插畫：原田將太郎）ISBN 978-4-84-021333-2
- 1999年10月25日發售

## 相關資料、補充
1. ↑  單行本 vol.01 P.11
2. ↑  單行本vol.03 P.12
3. ↑  單行本 vol.01第一回
4. ↑  在本作製作期間去世，因此最終回ED出現了悼文。
5. ↑  .   [2016-09-18]. （原始内容存档于2016-04-05）.
6. ↑  .   [2016-09-18]. （原始内容存档于2019-09-24）.
7. ↑  .   [2016-09-18]. （原始内容存档于2019-09-24）.
8. 1 2 3 4  .   [2016-09-17]. （原始内容存档于2016-09-17）.

## 外部連結
- .   [2016-09-17]. （原始内容存档于2007-02-07） （日语）.
- .   [2016-09-30]. （原始内容存档于2016-10-01） （日语）.
- . Anime News Network.   [2016-10-02]. （原始内容存档于2016-06-10） （英语）.
- . Anime News Network.   [2016-10-02]. （原始内容存档于2016-10-02） （英语）.
- 互联网电影数据库（IMDb）上《D4公主》的资料（英文）